# Mont-la-Ville
Mont-la-Ville − miejscowość i gmina (commune) w zachodniej Szwajcarii, w kantonie Vaud, w okręgu (district) Morges.  

## Demografia
W Mont-la-Ville mieszkają 502 osoby. W 2021 roku 12,9% populacji gminy stanowiły osoby urodzone poza Szwajcarią.

## Transport
Przez teren gminy przebiega droga główna nr 129.